# Фаленопсис приємний
Фаленопсис приємний, або Фаленопсис чарівний (Phalaenopsis amabilis) — епіфітна трав'яниста рослина; вид роду фаленопсис родини орхідні.
Вид не має усталеної української назви, в українськомовних джерелах зазвичай використовується наукова назва Phalaenópsis amábilis.
У художній літературі може використовуватися назва Фаленопсис амабіліс.
Phalaenopsis amabilis є промисловою культурою. Популярний в кімнатному або оранжерейному квітникарстві, використовується в створенні гібридів.

## Синоніми
За даними Королівських ботанічних садів К'ю:
- Epidendrum amabile L., 1753 basionym
- Cymbidium amabile (L.) Roxb., 1832
- Synadena amabilis (L.) Raf., 1838
- Phalaenopsis grandiflora Lindl., 1848
- Phalaenopsis grandiflora var. Aurea auct., 1864
- Phalaenopsis amabilis var. Aurea (auct.) Rolfe, 1886
- Phalaenopsis gloriosa Rchb.f., 1888

## Природні різновиди
За даними Королівських ботанічних садів К'ю:
- Phalaenopsis amabilis subsp. Amabilis
- Phalaenopsis amabilis subsp. Moluccana (Schltr.) Christenson, 2001
- Phalaenopsis amabilis subsp. Rosenstromii (FMBailey) Christenson, 2001

## Етимологія
Родова назву Phalaenopsis, що означає «метеликоподібний» (грец. phalania — метелик, грец. opsis — «подібність»).
Видовий епітет amabilis у перекладі з латинської має такі значення: люб'язний, милий, приємний. Назва пов'язана з наявністю приємного слабкого аромату, який привертає запилювачів — нічних метеликів.

## Біологічний опис

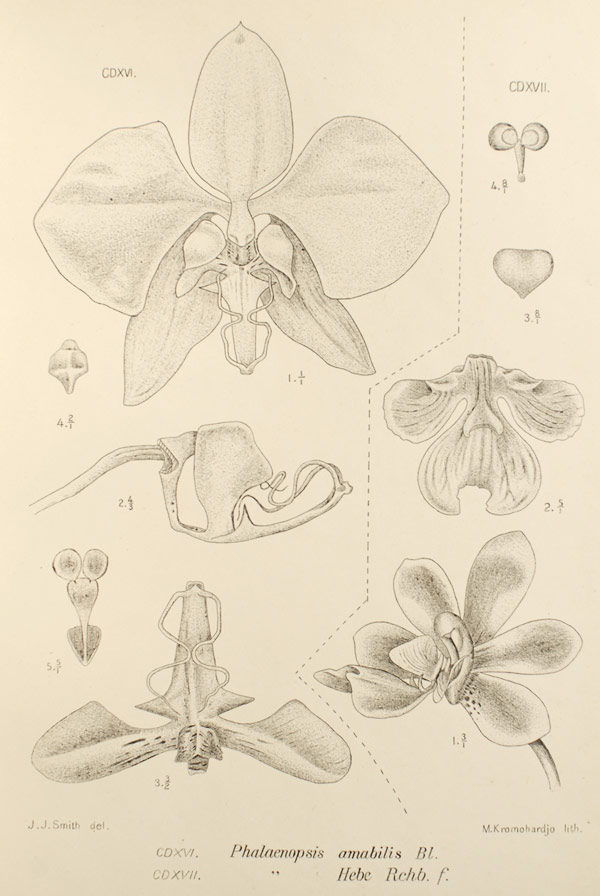

Моноподіальна рослина з сильно укороченим стеблом.
Повітряні корені м'ясисті, зелені.
Стебло несе 4-5 дворядно розташованих м'ясистих, блискучих листків подовжено-еліптичної форми. У природі листя може досягати 50 см в довжину. У культурі листя, як правило, менше — від 15 до 30 см при ширині 5-10 см.
Листя шкірясте, зелене, велике (довжина 40-50 см, ширина 10-12 см).
Phalaenopsis amabilis — один із природних видів роду з найкрупнішими квітками: квіти від 6 до 10 см у діаметрі.
Квітконіс похилений, довжиною до 80 см. Суцвіття китицеподібне, багатоквіткове, довжиною до 50 см.
У суцвітті 10-20 квіток.
Квітки білі, великі, 7-10 см в діаметрі, розташовані на квітконосі двома рядами, нагадують зграйку метеликів (це рослина також називають «метелик»), у деяких форм ароматні. Чашолистки і пелюстки молочно-білі, губа, що має червоні рисочки на білому фоні, закінчується двома тонкими звивистими вусиками. Протягом року спостерігається два періоди цвітіння — з листопада по лютий і з травня по липень. Тривалість цвітіння 3-4 місяці.
Плід — еліптично-подовжена, блискуча, ребриста коробочка жовтого кольору. Довжина плоду 6-7 см, діаметр 1-1,5 см. Плодоніжка відпадає разом з плодом, а сам плід дозріває протягом 120—150 днів.
З часів Джона Ліндлі Phalaenopsis amabilis часто плутають з Phalaenopsis aphrodite. Відрізнити їх можна по серединним пелюсткам губи, трикутної в Phalaenopsis aphrodite.

## Ареал і екологія
Північна Австралія, Індонезія, Папуа - Нова Гвінея, Філіппіни та деякі острови Малайського архіпелагу.
Епіфіт. Зустрічається на підвищеннях до 600 метрів, в тропічних лісах на стовбурах і гілках дерев у вологих місцях (по берегах річок, боліт).
На частині ареалу до 80 % особин Phalaenopsis amabilis ростуть на Diplodiscus paniculatus Turcz.

## У культурі
Поряд з жасмином індійським (лат. Jasminum sambac) і рафлезією Арнольда (лат. Rafflesia arnoldii) є національною квіткою Індонезії.

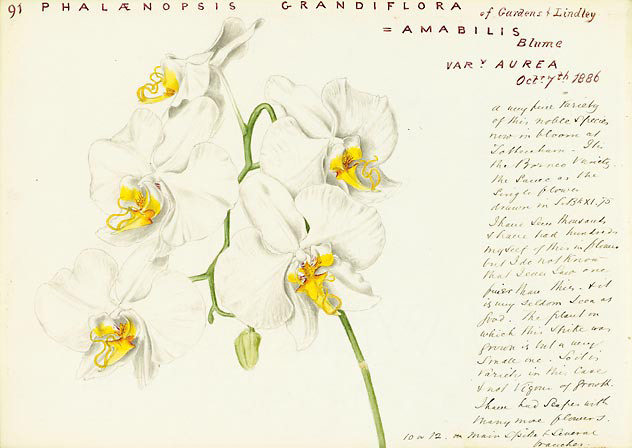

Культивування в оранжереях і квартирах не викликає проблем.
Оптимальна денна температура 22-24 °C, влітку може досягати 30 °C. Оптимальна нічна — не нижче 18 °C взимку і 22 °C влітку. Штучно створюваний перепад між нічними і денними температурами дозволяє підвищити продуктивність фотосинтезу.
Освітлення — півтінь. 1200—1500 FC, 13000-16000 lx. Пряме сонячне світло може викликати опік і листя.
Полив рясний, у міру просихання субстрату. Надлишок води викликає грибкові захворювання і бактеріози.
Вираженого періоду спокою не має. Взимку, при нестачі світла полив скорочують.
Посадка проводиться в горщик або кошик для епіфітів або на великий блок. Як субстрат використовують шматочки кори хвойних дерев середньої фракції в суміші зі сфагнумом або суміш з шматочків кори сосни, цегляного щебеню, деревного вугілля і торф'яної землі. Пересадка в міру розкладання субстрату. Після пересадки рослина не поливають 2-3 дні.
Для отримання насіння здійснюється штучне запилення. Насіння висівають на живильне середовище Кнудсона (pH 5,5-5,8).
Для клонального розмноження виокремлюють сплячі бруньки квітконосів. Сплячі бруньки розташовані на квітконосі нижче бутонів. Зазвичай на квітконосі розташоване 2-4 сплячі бруньки.
Незначне зниження рівня зволоження сприяє закладці репродуктивних органів. Стимуляцію цвітіння можна викликати і позакореневою обробкою рослин 0,1 % розчином сахарози.
Phal. amabilis активно використовується в селекції фаленопсисів.

## Ботанічні ілюстрації

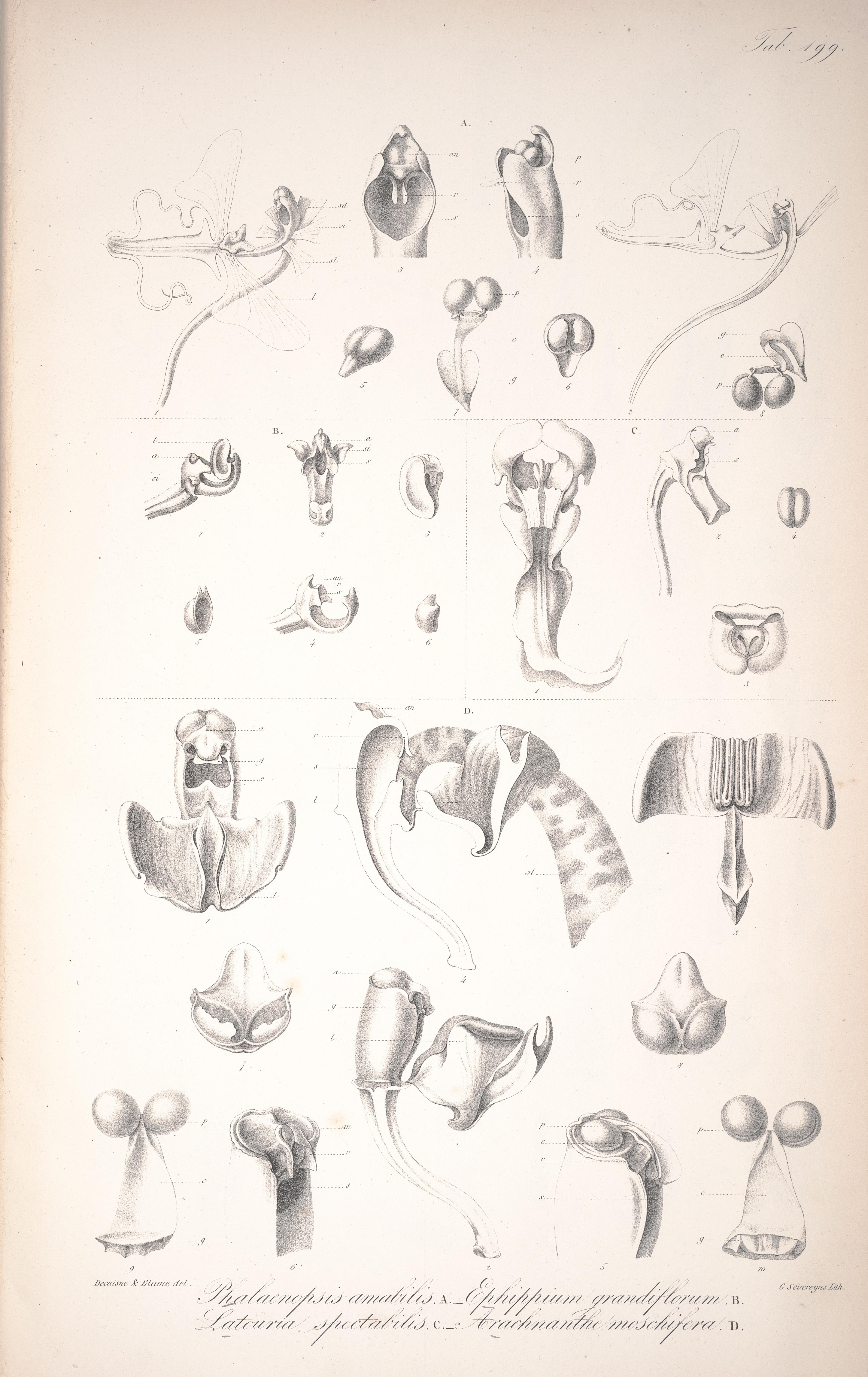
Будова квітки з книги «Rumphia» 1848
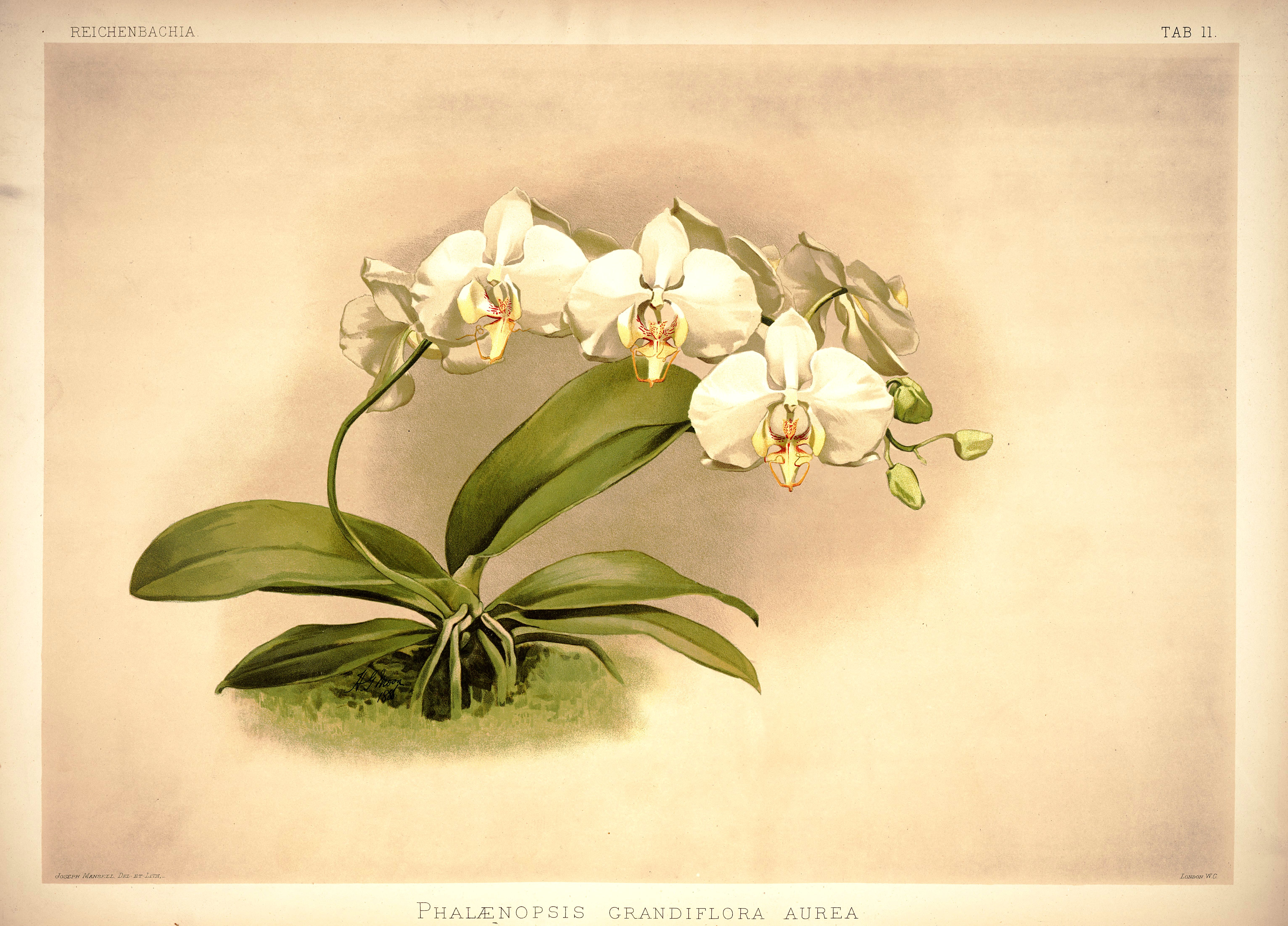
Frederick Sander, « ReichenbachiaI » 1888 р.
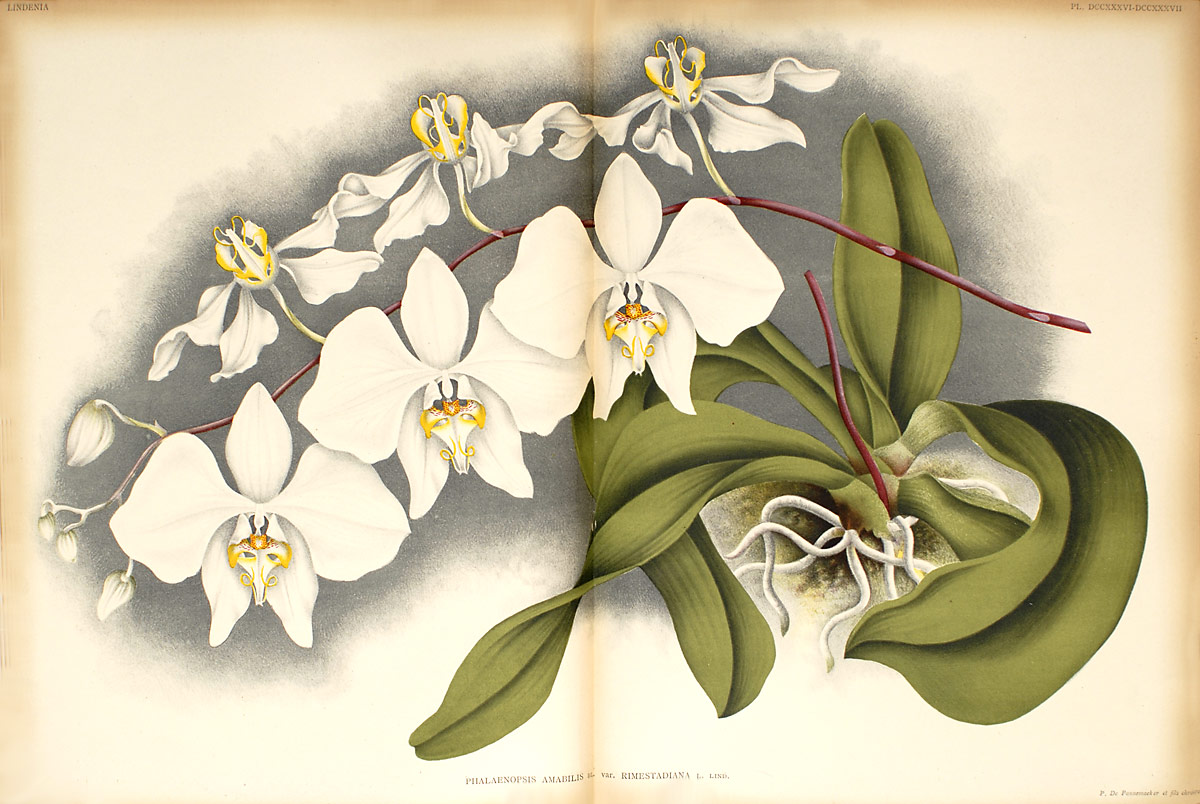
Lucien Linden, «Lindenia Iconographie des Orchidées» 1900
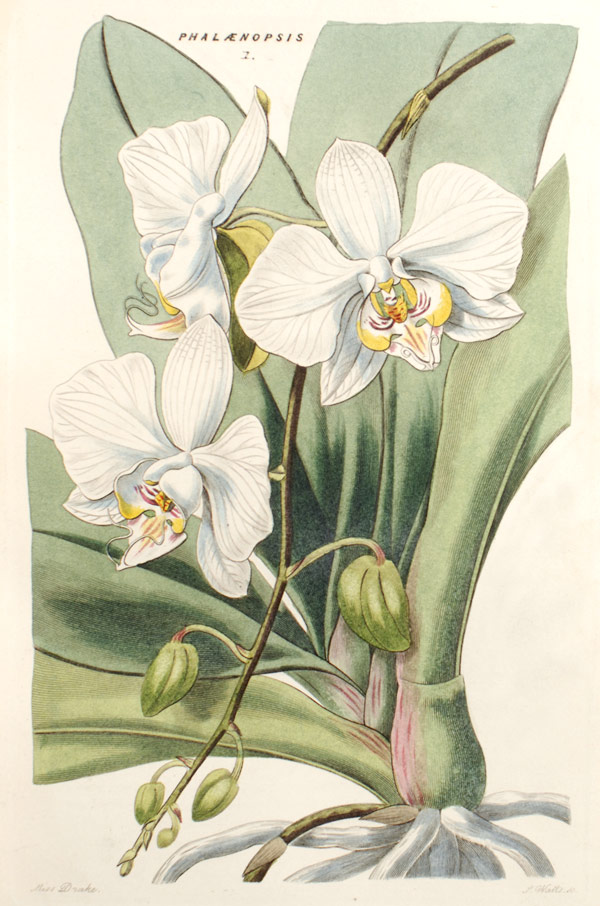
Thomas Moore, «Illustrations of Orchidaceous Plants» 1857
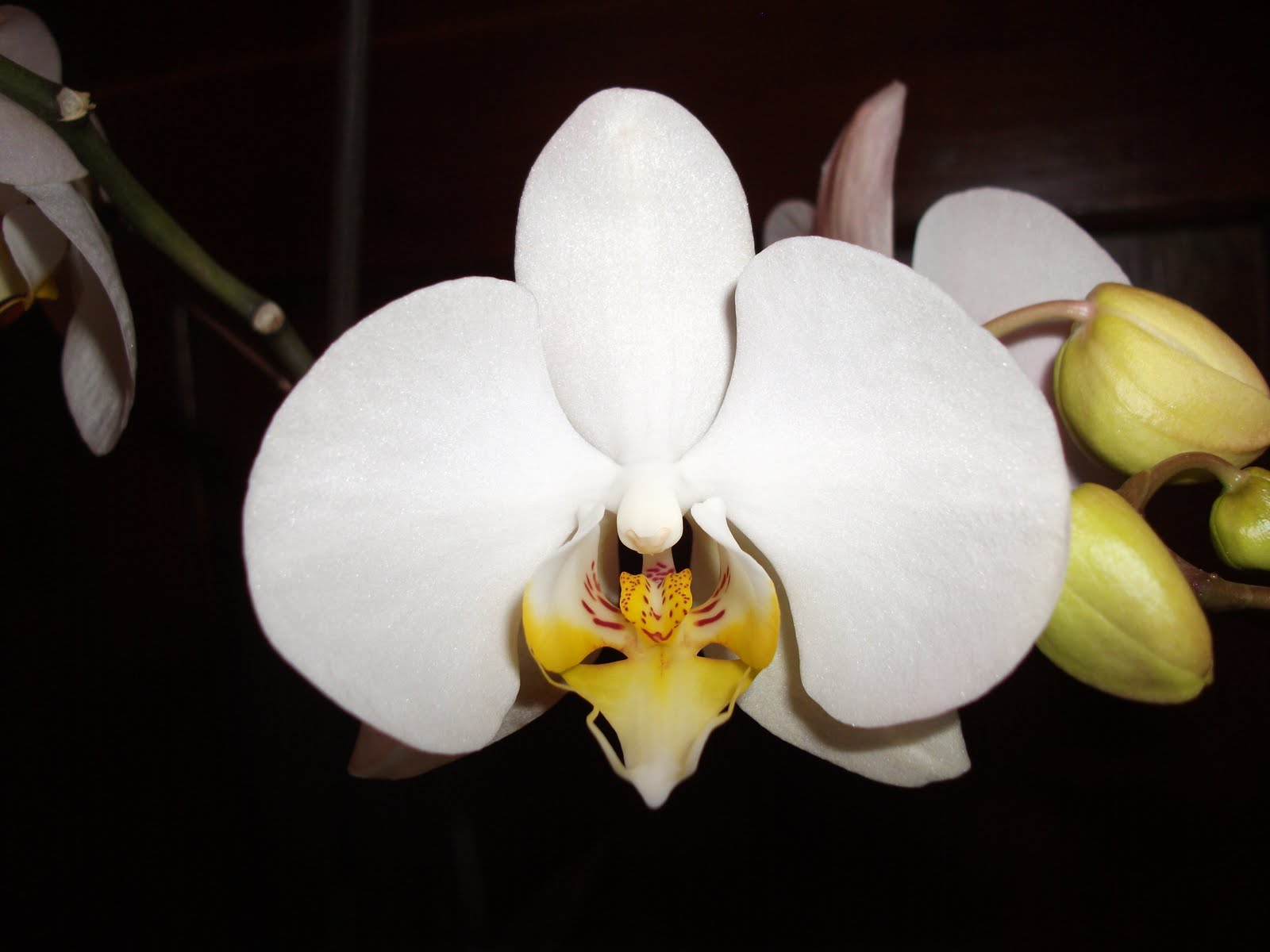
cultivar Квітка фаленопсису приємного

## Первинні гібриди

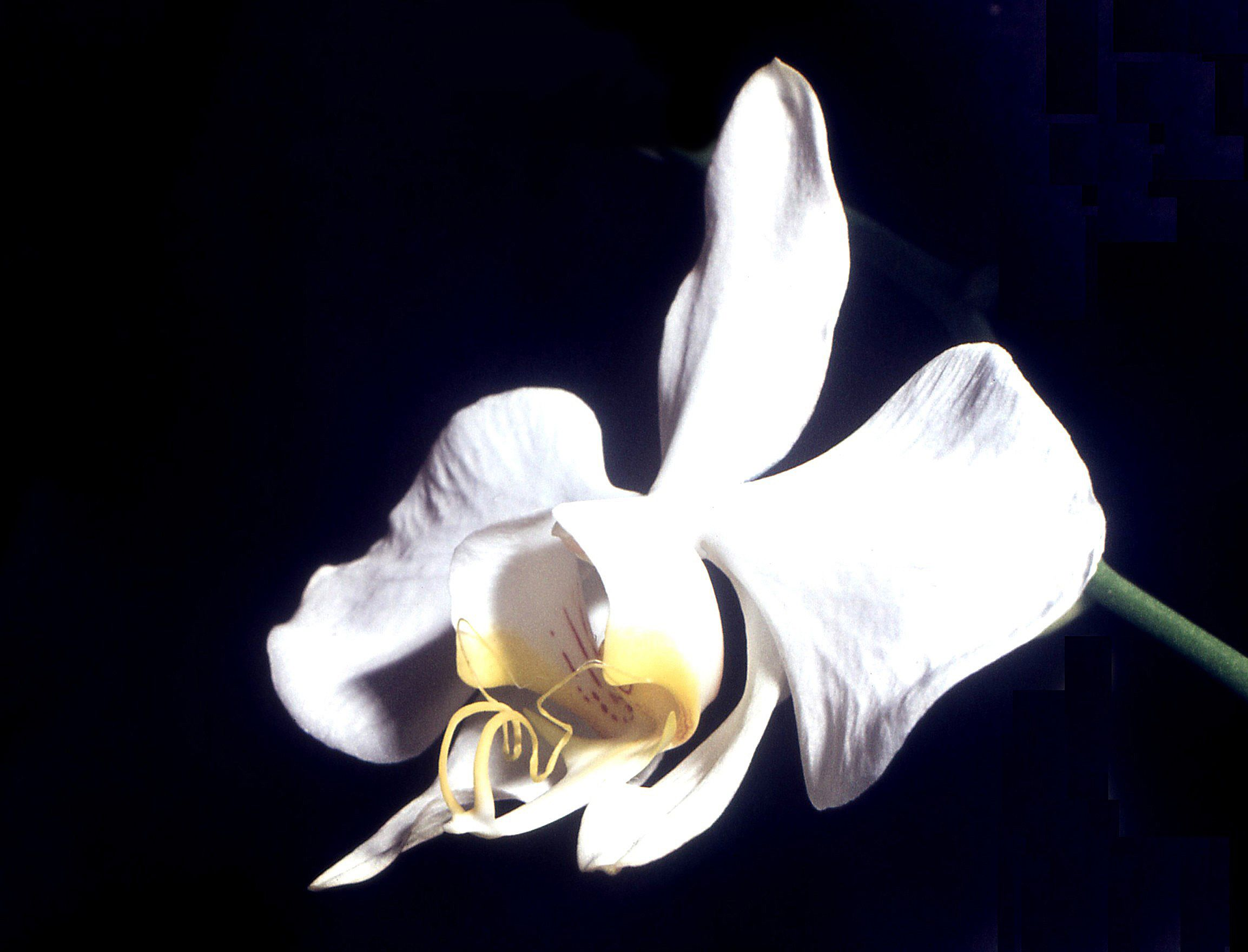
Квітка фаленопсису приємного (вид збоку)

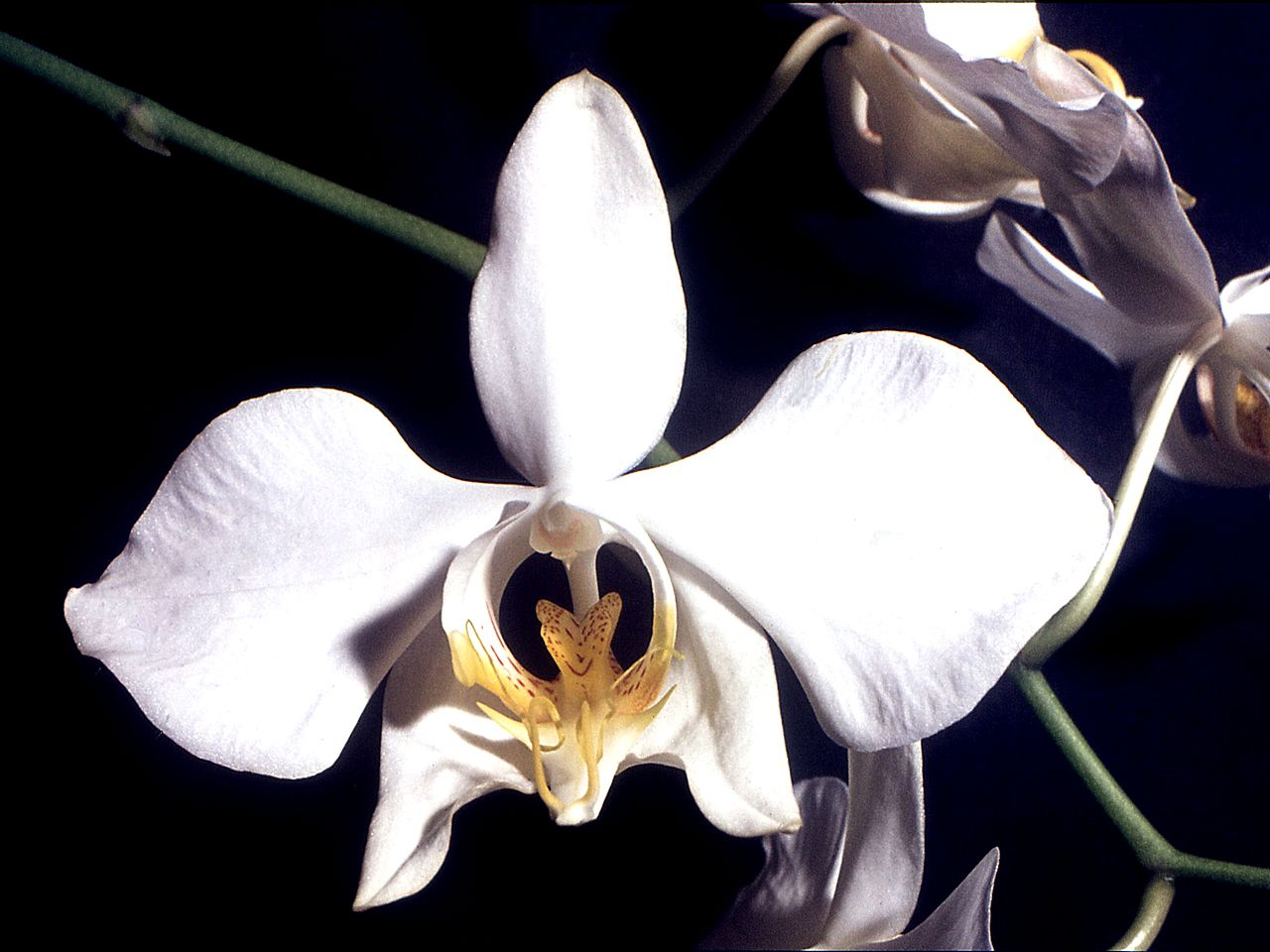
Квітка фаленопсису приємного (вид спереду)

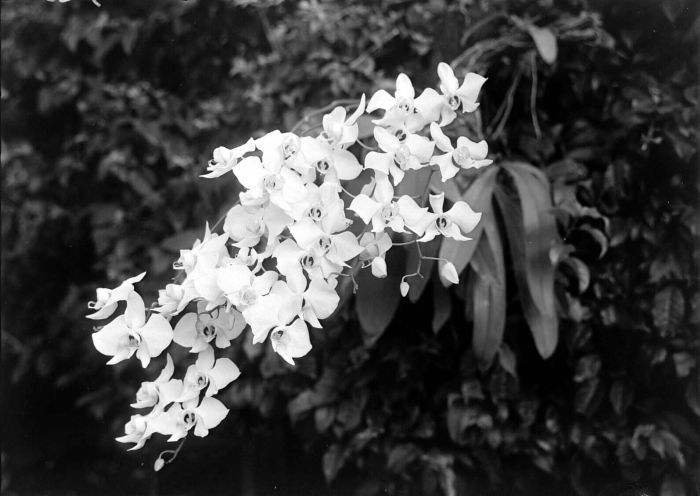
Фаленопсис приємний в колекції тропічного музею.

- Amabell — bellina × amabilis 2007
- Ambriata — amabilis × fimbriata 1981
- Artemis — amabilis × equestris 1892
- Bataan — amabilis × aphrodite 1943
- Belle de Cernier — amabilis × corningiana 1997
- Bogoriensis — amabilis × gigantea 1856
- Celebes Beauty — amabilis × celebensis 2003
- Chickadee — lindenii × amabilis 1982
- Deventeriana — amabilis × amboinensis 1927
- Elisabethae — amabilis × rimestadiana, Vacherot & Lecoufle 1927
- Florabilis — amabilis × floresensis 1999
- Formosa Dream — amabilis × lobbii 1992
- Formosa Star — micholitzii × amabilis 1991
- Fuscatilis — amabilis × fuscata 1968
- Harriettiae — amabilis × violacea 1887
- Hiroshima Amaraspis — amabilis × speciosa 1994
- John Seden — amabilis × lueddemanniana 1888
- Kung's Amar Philip — amabilis × philippinensis 1997
- Leda — amabilis × stuartiana 1888
- Little Spot — amabilis × inscriptiosinensis 2006
- Little Star — cornu-cervi × amabilis 1962
- Maria-Theresia Berod — amabilis × wilsonii 1994
- Paskal Terang — pantherina × amabilis 1984
- Putrianda — modesta × amabilis 1989
- Rimesand — amabilis × sanderiana 1923
- San Shia Ama — amabilis × maculata 2004
- Pulamab — pulchra × amabilis 2004
- Sakura Shower — amabilis × fasciata 2006
- Sumabilis — amabilis × sumatrana 1938
- Taida Snow — amabilis × tetraspis 1996
- Tariflor Singerflora — amabilis × pallens 2007
- Thor-Flame — amabilis × mannii 1963
- Venolis — venosa × amabilis 1991
- Viviane Dream — amabilis × cochlearis 1999